# Maciejewicze (przystanek kolejowy)
Maciejewicze (biał. Мацеевічы, ros. Матеевичи) – przystanek kolejowy w miejscowości Maciejewicze, w rejonie żabineckim, w obwodzie brzeskim, na Białorusi. Leży na linii Moskwa - Mińsk - Brześć.